# Мюнх, Вернер
Вернер Мюнх (нем. Werner Münch; род. 25 сентября 1940, Ботроп, Вестфалия) — германский государственный и политический деятель. Бывший член Христианско-демократического союза Германии.

## Биография
После объединения Германии в 1990 году переехал в Саксонию-Анхальт, где стал первым министром финансов этой земли с момента воссоздания при первом премьер-министре Герде Гисе. После того, как Герду Гису пришлось уйти в отставку в 1991 году, Вернер Мюнх был избран премьер-министром Саксонии-Анхальт. Эту должность занимал с 4 июля 1991 года по 2 декабря 1993 года, когда он ушёл в отставку. На этой должности его сменил Кристоф Бергнер.
25 февраля 2009 года покинул Христианско-демократического союза Германии после 37 лет членства в этой партии. Этот шаг он мотивировал «утратой консервативных навыков» партии под руководством Ангелы Меркель. В качестве примера привел её критические слова в адрес Папы Римского Бенедикта XVI.